# قاعدة القنيطرة الجوية
القاعدة الملكية الجوية الثالثة بالقنيطرة هي قاعدة ومطار عسكري مغربي يقع في القنيطرة بجهة الرباط سلا القنيطرة. يمتلك المطار مدرجا بطول 2,437 متر.
تتمركز في المطار طائرات سي-130 الخاصة بالشحن الجوي العسكري ونقل الجنود، وطائرات التزود بالوقود، وطائرات سي 27 جي سبارتان، وطائرات سي إن 235، كما يوجد بالمطار طائرات من طراز كندإير التابعة للقوات الجوية الملكية المغربية والخاصة بإطفاء الحرائق، وطائرات من طراز كينج إير. ويتوفر المطار على ورشات لصيانة عدة أنواع من الطائرات.
كما تضم هذه القاعدة الجوية: الكلية الملكية للدراسات العسكرية العليا، والثانوية العسكرية الملكية الأولى، والمعهد الملكي للإدارة الترابية.

## تاريخ
تم إنشاء المطار في سنة 1939، كقاعدة جوية بحرية، من طرف القوات البحرية الفرنسية، وكانت وقتها تسمى بالقاعدة البحرية بورت ليوتي.
في 1942، تم الإستيلاء على القاعدة في معركة بورت ليوتي من طرف الولايات المتحدة الأمريكية، وأصبحت تحت السيادة الأمريكية.
منذ 1943، تم إستخدام المطار كقاعدة جوية أمريكية خلال الحرب العالمية الثانية، وكانت تتمركز فيه العديد من الطائرات التابعة للقوات الجوية الأمريكية، وقد كان من أبرز مهامها مراقبة المحيط والبحث عن الغواصات الألمانية. وقد كانت قاعدة القنيطرة تتميز بمواصفات دولية سبقت عصرها بكثير، حيث إنها كانت من أكثر القواعد العسكرية أهمية في شمال إفريقيا، بعد الحرب العالمية الثانية.
في 1963، تم تسليم المطار للقوات الملكية الجوية المغربية، والذي أصبح فيما بعد يحمل الإسم الرسمي القاعدة الملكية الجوية الثالثة. تم ذلك من خلال إتفاق بين المغرب والولايات المتحدة الأمريكية التي قامت بتسليم المغرب جميع قواعدها العسكرية الموجودة فوق التراب المغربي، والتي تم إنشاءها في القنيطرة وبنسليمان وسلا والنواصر وبن جرير، ومراكز أخرى في السعيدية وبلقصيري مخصصة لمراقبة أجهزة الرادار، وتعقب الملاحة البحرية، وحركة الصواريخ، وربط الاتصالات بالقواعد في أوروبا. بعد رحيل الجنود الأمريكين من القنيطرة، قامت الولايات المتحدة الأمريكية بالإبقاء على قاعدة أمريكية صغيرة جدا، بحكم التطورات الدولية وقتها، خلال الحرب الباردة مع الاتحاد السوفياتي. ولم تكن القاعدة المتبقية نشطة أبدا، بل كانت مخصصة فقط لربط الاتصالات وصيانة الرادارات، التي كانت مثبتة في شمال المغرب وفي الجنوب الإسباني.
في 16 غشت 1972، أقلعت 6 طائرات مقاتلة من طراز إف 5 من قاعدة القنيطرة الجوية، في مهمة عسكرية لقصف طائرة الملك الحسن الثاني، وقد إنتهت هذه العملية بفشل الإنقلاب العسكري وهبوط طائرة الملك بنجاح في الرباط، وإعدام المشاركين في هذا الإنقلاب، وسجن آخرين.